# 霍良翰
霍良翰（16世紀—17世紀），廣東廣州府南海縣忠義鄉（今佛山市）人，明朝政治人物。

## 生平
霍良翰是萬曆七年（1579年）己卯科廣東鄉試舉人，八年（1580年）中會試副榜，授臨高教諭，他嗜好學習，手不釋卷，為人重義輕財，不問酬勞，曾受督學命修撰地方志，後晉任淮王王府紀善，轉國子監助教，外遷廬州同知，死後葬在清水岡。

## 引用
1. 1 2  光緒《臨高縣志·卷十一·宦績類》：霍良翰，南海人，萬厯己卯舉於鄉，以會副授臨庠教諭，雅量嗜學，手不釋卷，重義輕財，不問脩脯，孫督學聘修郡志，尋擢國子監助教，厯徽州府【廬州府】同知。
2. ↑  光緒《臨高縣志·卷六·秩官類》：教諭……霍良翰，南海人，晉淮府紀善
3. ↑  光緒《續修廬州府志·卷二十三·職官表一》：明……同知……萬厯……霍良翰 南海人，舉人，以博士陞
4. ↑  道光《佛山忠義鄉志·卷五·鄉俗志》：墳墓……同知霍良翰墓 在清水岡